# Базарбаева, Зейнеп Муслимовна
Зейнеп Муслимовна Базарбаева (03.09.1952) — казахстанский филолог, доктор филологических наук, профессор, действительный член Национальной Академии Наук Республики Казахстан.

## Биография
Родилась 3 сентября 1952 года в городе Алма-Ате. В 1975 году окончила Московский государственный институт иностранных языков имени Мориса Тореза (ныне Московский государственный лингвистический университет). Кандидатскую диссертацию на тему «Интонация вводных единиц в языках различного типа (на материале французского, казахского и русского языков)» защитила в 1983 году; докторскую диссертацию на тему «Интонационная система казахского языка» - в 1997 году. Профессор филологии с 2003 года. Член-корреспондент НАН РК (2013). Академик НАН РК (2020). С 1981 г. по настоящее время работает в Институте языкознания им. А. Байтурсынова.

## Трудовая деятельность
1. 1981-2000 — младший научный сотрудник, старший научный сотрудник, ученый секретарь, ведущий научный сотрудник Института языкознания им. А. Байтурсынова.
2. 2001-2013 — заведующая отделом фонетики Института языкознания им. А. Байтурсынова.
3. С 2014 г. по настоящее время - главный научный сотрудник Института языкознания им. А. Байтурсынова.
4. 1998-2008 — заведующая кафедрой иностранных языков факультета международных отношений , профессор кафедры казахской филологии университета Кайнар (по совместительству).
5. 2009-2015 — профессор Казахского национального педагогического университета имени Абая (по совместительству).
6. 2014 по 2018   — профессор кафедры общего языкознания и иностранных языков Казахского национального университета имени Аль-Фараби (по совместительству).
7. С 2013 по настоящее время является членом диссертационного совета по подготовке докторов PhD по специальности «филология» и «иностранная филология» в КазНУ им. Аль-Фараби.
8. С 2018 года по настоящее время — профессор кафедры «иностранная филология» в Казахском университете международных отношений и мировых языков имени Абылай хана (по совместительству).
9. С 2019 года по настоящее время является членом ННС (национального научного совета) по гуманитарным наукам.
10. С 2018 года по настоящее время является членом Национальной комиссии при Правительстве РК по переходу казахского языка на латинскую графику.

## Научная деятельность
Специалист по общему, сравнительно-типологическому, тюркскому языкознанию, иностранной филологии. Руководит научно-исследовательскими проектами по сегментной и суперсегментной фонетике, исторической фонологии, интонологии, коммуникативному синтаксису, прикладной лингвистике. За заслуги в разработке приоритетных направлений науки и техники, создании научных школ, воспитании и подготовке научных кадров Российской академией естествознания присвоено Почетное звание «Основатель научной школы» по казахской фонологии и интонологии. Является ответственным редактором Республиканского научного журнала «Тілтаным» (Языкознание).Опубликовано около  300 научных работ, из них 10 монографий, 5 словарей и учебных пособий. Под её руководством защищено 9 кандидатских диссертаций и 2 доктора PhD. Научные труды:
1. «Типологическое исследование интонации вводных единиц» (на материале французского, казахского и русского языков) (1991)
2. «Строй казахского языка» (1991, соавтор)
3. «Система интонации казахского языка» (1996)
4. «Основы интонации современного казахского языка» (2002)
5. «Грамматика казахского языка» (2002, соавтор)
6. «Казахская интонация» (2008, соавтор)
7. «Казахский язык: интонология, фонология» (2008, соавтор)
8. «Функциональная грамматика казахского языка» (2010, соавтор)
9. Основы казахской фонологии  (2012)
10. Язык и культура Новосибирск (2013, соавтор)
11. Интонация казахской речи. LAP Lambert Academic Publishing  (Саарбрюккен, Германия, 2014. 188 с)
12. Проблемы сегментной и суперсегментной фонетики  (2016)
13. Вопросы современной науки (Москва 2017, соавтор)

Учебные пособия и словари:
1. «Қазіргі қазақ тілінің интонация негіздері» (пособие 2002)
2. «Казахско-русский словарь-справочник» (для широкого круга читателей 2010)
3. «Казахско-русский фразеологический словарь» (для широкого круга читателей 2010)
4. «Қазақша ағылшынша орысша жаңа сөздер сөздігі»  (2011)
5. «Ағылшынша-қазақша жиі қолданылатын сөз тіркестерінің сөздігі» (2012) и др.

## Награды и звания
1. Доктор филологических наук (1997)
2. Профессор (2003)
3. Член-корреспондент Национальной академии наук Республики Казахстан (2013)
4. Академик Национальной академии наук Республики Казахстан
5. Член-корреспондент Российской Академии Естествознания
6. Академик Национальной академии наук Республики Казахстан
7. Медаль «10 лет Астане» (2008)
8. Нагрудный знак «За заслуги в развитии науки Республики Казахстан» (2016)
9. Почетная грамота Республики Казахстан (2017)